# Петер Надаш
Петер Надаш (мађ. Péter Nádas; Будимпешта, 14. октобар 1942) је мађарски писац, драматург и есејиста.

## Биографија
Рођен је у Будимпешти у јеврејској породици,    од оца Ласла Надашаа (првобитно Нусбаума) и Кларе Таубер. После преузимања власти од мађарских нациста, Партије стреластог крста 15. октобра 1944, Клара Таубер је са сином побегла у Бачку и Нови Сад, али се вратила у престоницу непосредно пре опсаде Будимпеште. Петер Надаш је опсаду преживео заједно са својом мајком у стану свог стрица, новинара Пала Арањосија.
Иако су његови родитељи били илегални комунисти током Другог светског рата и касније укључени у комунистичку администрацију, они су крстили своје синове, Петра и Пала; у реформаторској (калвинистичкој) цркви. Мајка му је умрла када је имао 13 година. Године 1958. његов отац, шеф одељења у једном од министарстава, оклеветан оптужбама за проневеру, а потом ослобођен свих оптужби од стране суда, извршио је самоубиство; Петер Надаш је са 16 година постао сироче. Магда Арањоси је постала старатељ двоје деце.
Између 1961. и 1963. Петер Надаш студирао је новинарство и фотографију. Радио је као новинар у будимпештанском часопису (Pest Megyei Hírlap) од 1965. до 1969. године. Радио је и као драматург и фотограф. Од 1969. је слободњак.
Године 1990. оженио се Магдом Саламон (са којом је живео од 1962. године). Године 1984. преселили су се у мало село у западној Мађарској, Гомбосзег, где су живели од тада, иако он такође има резиденцију у Будимском округу.
Године 1993. изабран је за члана Сечењијеве академије за књижевност и уметност.
Од раних 1970-их, често је боравио у Берлину, у Немачкој, похађајући предавања на Хумболт универзитету или читајући у Државној библиотеци. Био је сарадник Wissenschaftskolleg zu Berlin, Института за напредне студије. Године 2006. изабран је за члана Akademie der Künste у Берлину. У Немачкој ужива висок углед.

## Радови
Након објављивања томова кратких прича, објавио је свој први роман Egy családregény vége (Крај једне породичне приче) 1977. године.
Свој други роман, Emlékiratok könyve (Књига сећања) објавио је 1986. године. Надашу је требало дванаест година да напише ову књигу.  Епиграф овог романа је из Јеванђеља по Јовану: „А он говораше о храму тела свога“ (Јован, 2,21). У овом роману, Надаш описује свет као систем односа који повезују људска тела једно са другим. Ова књига је заслужна да Надаша упоређују са Прустом.
Свој најновији роман, тротомне Párhuzamos történetek (Паралелне приче) (I: A néma tartomány, II: Az éjszaka legmélyén, III: A szabadság lélegzete) (I: Немо царство, II: У самој дубини ноћи, III: Дах слободе ) објавио је 2005. године. Овај роман је мноштво независних прича које се стапају у једну једину приповест. Надашу је требало осамнаест година да доврши ову књигу. Роман је описан као „виртуозна комбинација високог реализма деветнаестог века са експериментализмом ноувеау романа “, док је „прави наратив радња тела једно на друго, њихова привлачност и жеље, њихова заједничка сећања“ ( Габор Чордаш). Радња је конструисана око историје две породице: једне—Липај-Лер, Мађари, и друге—Дорингови, који су Немци. Ове две главне нити се неправилно повезују једна са другом преко одређених догађаја или фигура.
Остали Надасоши романи укључују Дивна прича о фотографији, Годишњак, О небеској и земаљској љубави, ако и многи други. Смрт је тема која се понавља у Надашовом раду, посебно у Мојој сопственој смрти, заснованој на његовом искуству клиничке смрти.
Његово писање је описано као интелектуално, детаљно, снажно, иновативно и захтевно. Добитник је награде Würth-Preis für Europäische Literatur 2014. Свеска интервјуа са Петером Надашом, Жофије Миханчик (Nincs mennyezet, nincs födém) објављена је 2006. године.

## Награде
Добитник је бројних награда, укључујући:
- 1989 - Награда за мађарску уметност, Мађарска.
- 1991 - Аустријска државна награда за европску књижевност, Аустрија.
- 1992 - Кошутова награда, Мађарска.
- 1995 - Лајпцишка књижевна награда за европско разумевање, Немачка.
- 1998 - Међународна награда за књижевност Виленица, Словенија.
- 1998 - Prix du Meilleur Livre Étranger (Награда за најбољу страну књигу), Француска.
- 2003 - Награда Франц Кафка, Чешка Република. [5]
- 2014 - Würth-Preis für Europäische Literatur, Немачка.[5]

Такође је номинован за Нобелову награду. 